# Derivada de Caputo
Derivada de Caputo é um dos operadores da derivada fracionária assim como Derivada Fracionária de Riemann-Liouville, derivada fracionária de Grünwald-Letnikov, Weyl, Riesz e outras formulações recentes .

## História e diferencial da derivada de Caputo
A derivada fracionária de Caputo foi proposta pelo italiano Michele Caputo, em 1969, e tem origem na definição da Derivada Fracionária de Riemann-Liouville em que a derivada de ordem arbitrária equivale à derivada de ordem inteira de uma integral de ordem arbitrária, enquanto na formulação de Caputo a derivada de ordem arbitrária é a integral de ordem arbitrária de uma derivada de ordem inteira, ou seja, há uma inversão na ordem dos operadores. Para muitos autores, em problemas com dependência temporal, é mais conveniente adotar a formulação de Caputo, pois diferente da formulação de Riemann-Liouville a derivada de uma constante é nula e pode ser interpretada como uma taxa de variação, outro motivo é que a derivada de Caputo depende de condições iniciais dadas nas derivadas usuais da função (que são fisicamente interpretadas) e na de Riemann-Liouville depende de condições na integral fracionária que não tem interpretação física trivial   .

## Definição
Definimos a derivada fracionária de Caputo, de ordem {\displaystyle \alpha }, com {\displaystyle n-1<{\mbox{Re}}(\alpha )\leqslant n} como
{\displaystyle _{C}D^{\alpha }f(t_{0})\equiv D^{\alpha }f(t)\;=\ I^{n-\alpha }\left[D^{n}f(t)\right]}
em que {\displaystyle I} é a Integral Fracionária segundo Riemann-Liouville e {\displaystyle D^{n}} é a derivada do cálculo clássico de ordem inteira {\displaystyle n}.

## Derivada de Caputo de uma constante
Consideremos {\displaystyle f(t)=1=t^{0}}, temos:
{\displaystyle D^{\alpha }f(t)\;=\ I^{n-\alpha }\left[D^{n}t^{0}\right]\;=\ 0}
pois {\displaystyle D^{n}t^{0}=0} .
E ao tomar {\displaystyle f(t)=c} em que {\displaystyle c} é constante, temos {\displaystyle D^{\alpha }f(t)\;=\ 0}.

## Transformada de Laplace  da derivada de Caputo
Calculemos a transformada de Laplace (TL) de {\displaystyle D^{\alpha }f(t)} que é utilizada para resolver algumas modelagens fracionárias tais como Sistema de Lotka-Volterra Fracionário, equação logística fracionária , equação de Malthus e etc.
{\displaystyle {\mathcal {L}}\left[D^{\alpha }f(t)\right]\;=\ {\mathcal {L}}\left[I^{n-\alpha }\left[D^{n}f(t)\right]\right]}
{\displaystyle {\mathcal {L}}\left[D^{\alpha }f(t)\right]={\mathcal {L}}\left[\phi _{n-\alpha }(t)\ast D^{n}f(t)\right]}
{\displaystyle {\mathcal {L}}\left[D^{\alpha }f(t)\right]\;=\ {\mathcal {L}}\left[\phi _{n-\alpha }(t)\right]{\mathcal {L}}\left[D^{n}f(t)\right]}
{\displaystyle {\mathcal {L}}\left[D^{\alpha }f(t)\right]\;=\ s^{\alpha -n}\left[s^{n}F(s)-\sum _{k=0}^{n-1}f^{k}(0)s^{n-k-1}\right]}
Concluímos
{\displaystyle {\mathcal {L}}\left[D^{\alpha }f(t)\right]\;=\ s^{\alpha }F(s)-\sum _{k=0}^{n-1}f^{k}(0)s^{\alpha -k-1}}

### Casos particulares

#### TL para0<α⩽1{\displaystyle 0<\alpha \leqslant 1}
{\displaystyle {\mathcal {L}}\left[D^{\alpha }f(t)\right]\;=\ s^{\alpha }F(s)-s^{\alpha -1}f(0)}

#### TL para1<α⩽2{\displaystyle 1<\alpha \leqslant 2}
{\displaystyle {\mathcal {L}}\left[D^{\alpha }f(t)\right]\;=\ s^{\alpha }F(s)-s^{\alpha -1}f(0)-s^{\alpha -2}f'(0)}

## Não localidade e efeitos de memória
A derivada de Caputo depende de uma integral que "vai do instante que escolhemos como inicial" até o presente momento, {\displaystyle t} . Desta forma este operador é não-local e preserva o chamado efeito de memória.